# Consuelo Torres
Consuelo Torres, también conocida como Manón, fue una actriz, cantante y cupletista española.

## Biografía

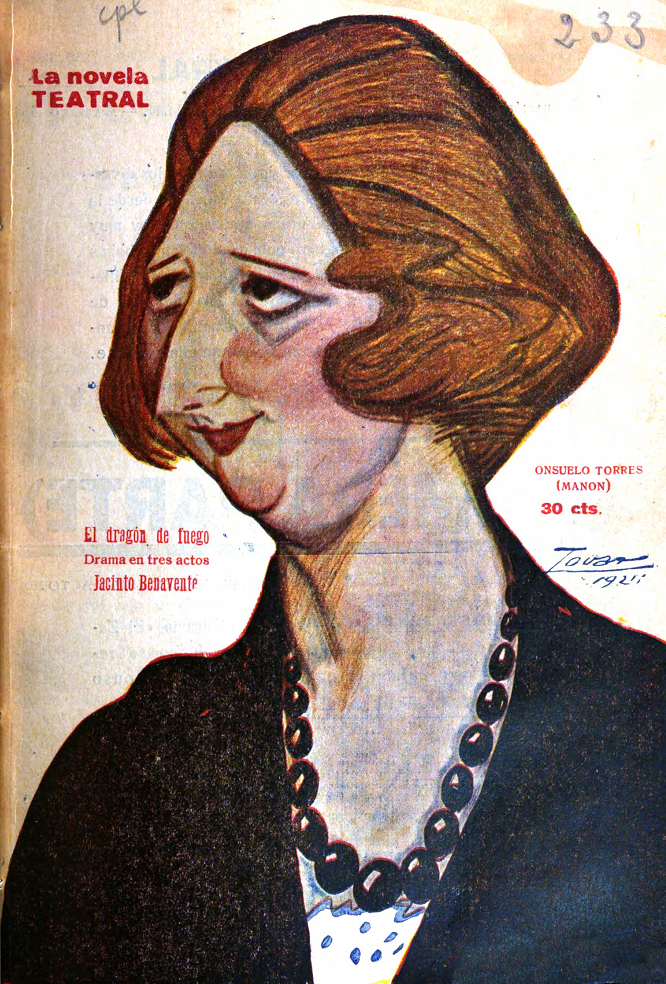
Caricaturizada por Tovar (1921)

Nacida en España, sus comienzos fueron prometedores, llegando a cantar ante la infanta Isabel en una función de la Asociación de la Prensa. En 1911, interpretó a doña Inés en Don Juan Tenorio en el Teatro de la Comedia juntó con Jacinto Benavente.
Su vida personal tuvo repercusiones cuando a partir de 1913 la relación de José Juan Cadenes con Fornarina se fue deteriorando, y Cadenas ordenó a la Sociedad de Autores para que no se le permitiera cantar sus canciones, reemplazándola por Manón.
Entre 1914 y 1916, se metió en la industria cinematográfica, interpretando a ella misma en Hombre o mujer (1914) y en Fulano de Tal se enamora de Manón (1916), ambas protagonizadas por Benito Perojo.
En 1919, participó en un concurso de belleza, quedando en cuarto lugar, se vio obligada a cortar su melena debido a los dictados de la moda en ese año. Intentó buscar suerte fuera de España, siendo su última aparición.